# جنگل‌های خشک حاره‌ای ماتو گروسو
جنگل‌های خشک حاره‌ای ماتو گروسو (انگلیسی: Mato Grosso tropical dry forests) یا جنگل‌های فصلی ماتو گروسو بوم‌ناحیه‌ای (شناسه WWF: NT0140) در مرکز برزیل تا جنوب منطقه آمازون است. این بوم‌ناحیه شامل پوشش گیاهی در منطقه گذار بین جنگل‌های بارانی آمازون به سمت شمال و استپ‌های سرادو در جنوب است. باز شدن بزرگراه‌ها در این منطقه باعث رشد سریع جمعیت، جنگل‌زدایی و آلودگی شده است.